# Kraftwerk Zschornewitz

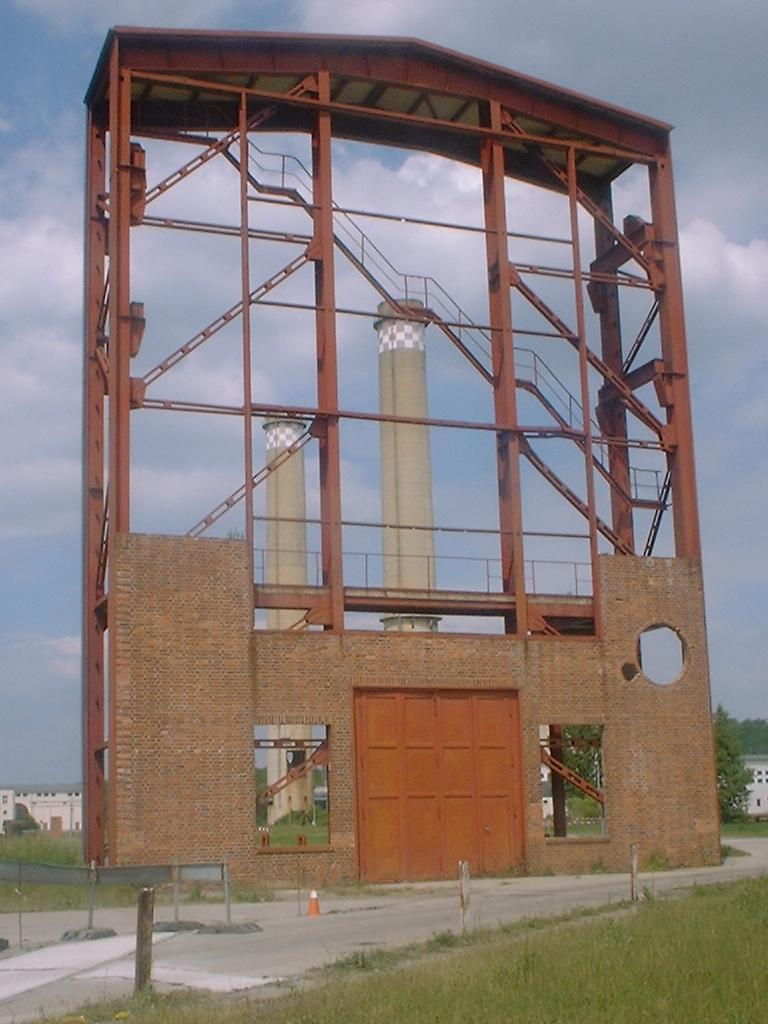
Industriedenkmal Kraftwerk Zschornewitz

Das Kraftwerk Zschornewitz bei Gräfenhainichen im östlichen Sachsen-Anhalt war eines der ältesten Kraftwerke Deutschlands und ist heute ein Industriedenkmal.

## Vorgeschichte
1913 kamen die Berliner Elektrizitäts-Werke (BEW) an ihre Kapazitätsgrenzen, deshalb mussten neue Stromlieferverträge mit der Stadt Berlin ausgehandelt werden (einen Vertragsabschluss gab es zu der Zeit nicht). Zur damaligen Zeit war die AEG führend auf dem Gebiet der Elektroenergieerzeugung und wollte Berlin mit Fernstrom versorgen. Daraufhin wurde ein Kraftwerk mit sechs Dampfturbinen von je 16 MW elektrischer Leistung und 60 Dampfkessel von je 450 m² Heizfläche geplant. Die notwendige Braunkohle sollte aus dem Tagebaugebiet Golpa-Jeßnitz (nordöstlich von Bitterfeld) kommen. Für den Kraftwerksstandort gab es drei Entwürfe, die mit der Zuführung von Kühlwasser für das Kraftwerk zusammenhingen.
Am 9. Februar 1915 kam es zu einem Vertragsabschluss zwischen der Bayrischen Stickstoffwerke München AG und der Braunkohlenwerk Golpa-Jeßnitz AG für die Errichtung eines Großkraftwerkes. Das Kraftwerk wurde auch für die Energieversorgung der Stickstoffwerke Piesteritz benötigt. Das Kraftwerk sollte 60 MW elektrische Leistung haben und 500 Millionen kWh jährlich liefern. Für den Kraftwerksstandort führte der Ingenieur Georg Klingenberg Untersuchungen durch und empfahl die Gemarkung Zschornewitz als ökonomischen Standort.

## Bau und Inbetriebnahme

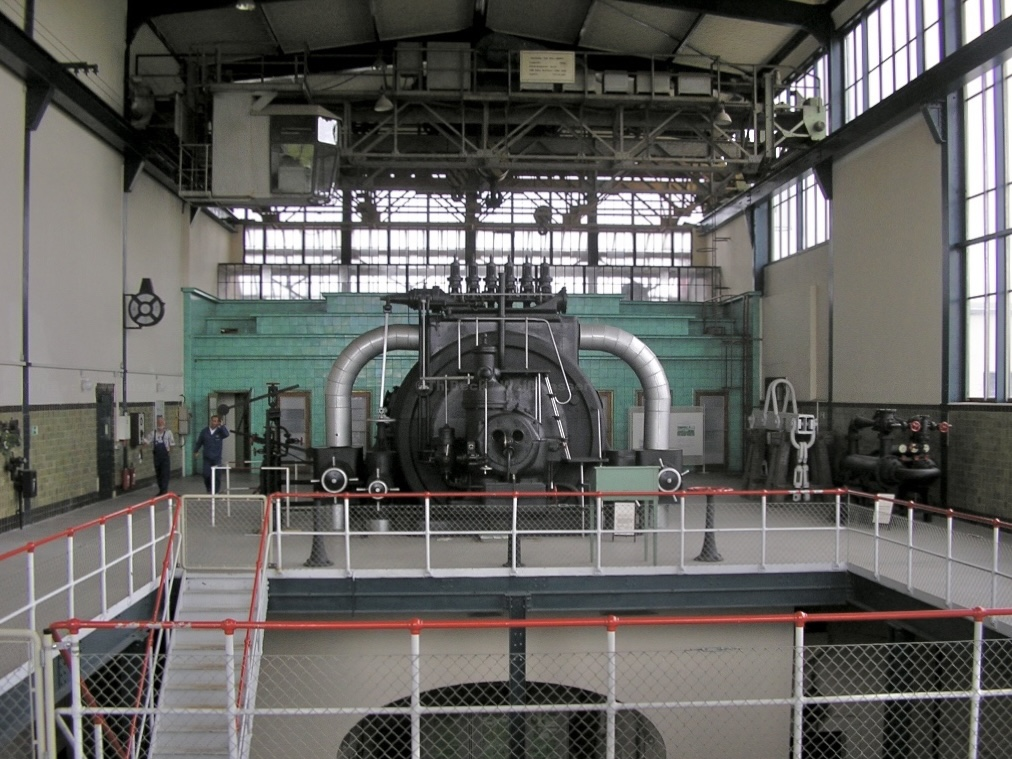
Dampfturbine im Maschinenhaus

Der erste Spatenstich für den Bau des Kraftwerkes fand am 24. März 1915 statt. Am 21. Mai 1915 wurde aus der Braunkohlenwerk Golpa-Jeßnitz AG die Elektrowerke AG und deren Sitz nach Berlin verlegt.
Im August 1915 entschloss sich die AEG, die Kraftwerksleistung zu verdoppeln. Im November 1915 wurden die ersten Dampfkessel unter Trockenfeuer genommen. Anfang Dezember 1915 konnten diese dann in Normalbetrieb genommen werden. Die erste Dampfturbine (Maschine 1) ging am 15. Dezember 1915 in Betrieb und übernahm die Stromversorgung für den Kraftwerksbau. Am 24. Dezember 1915 wurde die Fernleitung zum Stickstoffwerk Piesteritz versuchsweise in Betrieb genommen. Schließlich wurde am 2. Januar 1916 die endgültige Belieferung für das Werk aufgenommen. Damit waren im Kraftwerk Zschornewitz 8 Dampfturbinen und 64 Dampfkessel in Betrieb.
Bis Mai 1917 konnte die Braunkohlengrube „Golpa“, die zum Kraftwerk gehörte, nicht die benötigten Kohlemengen liefern.

## Erweiterungsbauten
Im September 1917 wurden Verhandlungen zwischen der Elektrowerke AG und dem Haushaltsausschuss des Reichstages geführt. Der Vertragsabschluss kam am 28. September zustande. Durch diesen Vertrag entstand am 1. Oktober 1917 die Reichselektrowerke AG, und das Kraftwerk Zschornewitz war somit ein mittelbarer Reichsbetrieb.
Während des Ersten Weltkriegs stieg der Aluminiumbedarf in Deutschland stark an. Die Aluminiumgewinnung ist sehr energieaufwändig und erfolgt ausschließlich durch Schmelzflusselektrolyse von Aluminiumoxid. Im Juli 1918 wurde eine erste überregionale Hochspannungsfreileitung vom Kraftwerk Zschornewitz zum Aluminiumwerk an der Rummelsburger Bucht in Berlin fertiggestellt. Eine zweite Hochspannungsfreileitung folgte im Oktober 1918 zum Aluminiumwerk Bitterfeld.
In den Jahren von 1924 bis 1929 wurde das Kraftwerk Zschornewitz rationalisiert und modernisiert. Die Kettenbahn wurde durch elektrische Großraumzüge ersetzt, eine Druckwasserentaschung der Dampfkessel wurde eingebaut und eine weitere Fernleitung nach Berlin wurde gebaut.
1925/1926 wurde das Kraftwerk um ein Kesselhaus mit sechs neuen Dampfkesseln erweitert. Diese Dampfkessel hatten erstmals selbsttätige Roste und eine Heizfläche von 1000 m². Auch die Maschinenleistung wurde erhöht, indem zwei Turbinen mit 12,5 MW und eine Turbine mit 35 MW elektrischer Leistung errichtet wurden.
Durch die steigenden Stromforderungen musste die Kraftwerksleistung in den nächsten Jahren weiter erhöht werden. In einem neuen Kesselhaus wurden sechs Dampfkessel eingebaut, bei denen eine moderne Muldenrostfeuerung zum Einsatz kam. Für die 85-MW-Turbinen, gebaut von Brown, Boveri & Co. in Mannheim, (1929 die größten Europas) war die Errichtung eines weiteren Maschinenhauses erforderlich. Diese Turbinen wurden im November und Dezember 1929 in Betrieb genommen. Die Gesamtleistung des Kraftwerkes betrug zu diesem Zeitpunkt 431,5 MW.

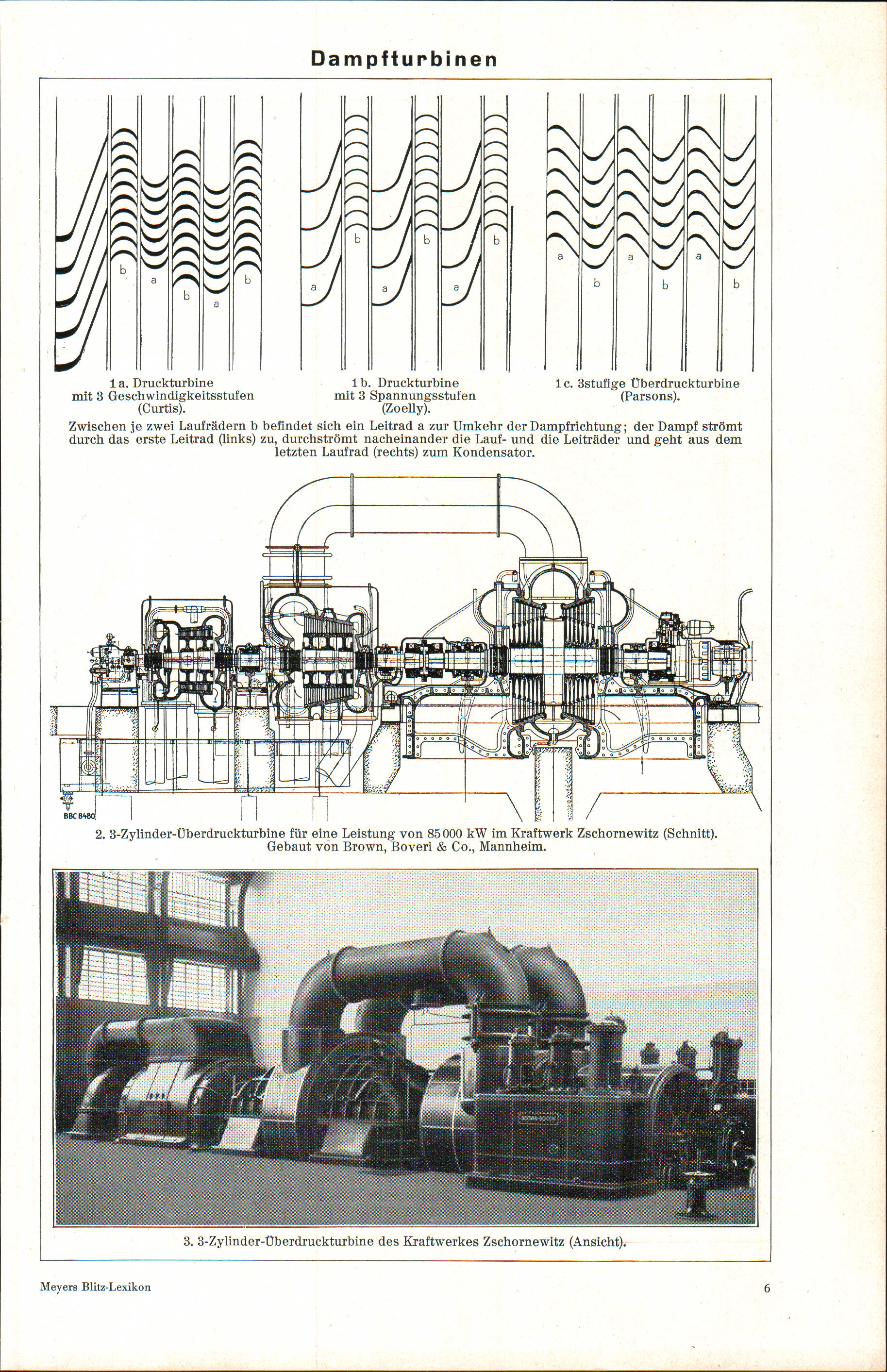
Historische Darstellung der 3-Zylinder-Überdruckturbine mit 85 MW im Kraftwerk Zschornewitz

Dipl.-Ing. Krämer entwickelte seit 1927 eine Kohlemühle, welche die Mahltrocknung mit Nassbraunkohle mit dem Einblasverfahren verband; es entstand die Schlägermühle. 1934 war die Entwicklung der Mühlenfeuerung abgeschlossen. Im Jahre 1935 wurden dann im Kraftwerk 16 überalterte Dampfkessel abgerissen und durch 10 Dampfkessel mit Mühlenfeuerung nach Krämer mit einer Leistung von 60 t/h Dampf ersetzt. Diese Dampfkessel wurden bis 1936 in Betrieb genommen. Zwischen 1936 und 1938 wurden weitere Dampfkessel gebaut (zwei mit 60 t/h und vier mit 80 t/h).
1939 wurde eine Vorschaltanlage projektiert, wobei die neuesten Erkenntnisse der Wissenschaft einflossen. Vorgesehen waren für das Kraftwerk vier neue Dampfkessel mit einer Leistung von je 200 t/h, einem Betriebsdruck von 125 kg/cm² und einer Dampftemperatur von 500 °C und vier Hochdruckturbinen mit einer Leistung von je 20 MW. Am 4. Februar 1944 wurde die erste Vorschaltanlage in Betrieb genommen. Bis zum Kriegsende konnten nur zwei der Vorschaltanlagen in Betrieb genommen werden und die Gesamtleistung des Kraftwerkes betrug 470 MW.
Am 20. April 1945 wurde das Kraftwerk von US-amerikanischer Artillerie beschossen; es entstand aber kein bedeutender Schaden. Der Kraftwerksbetrieb wurde bis auf die Eigenbedarfsversorgung eingestellt. Am 25. April 1945 wurden dann der Ort und das Kraftwerk von amerikanischen Truppen besetzt. Sie übergaben beides am 4. Mai 1945 auf Grundlage der Vereinbarungen der Konferenz von Jalta den sowjetischen Truppen.
Am 5. Mai 1945 waren die Voraussetzungen geschaffen, die Kraftwerksleistung entsprechend den gegebenen Möglichkeiten zu steigern.
Im Sommer 1945 wurden Anlagenteile mit einer Leistung von 295 MW demontiert, die als Reparationsleistungen an die Sowjetunion abgegeben werden mussten. Das waren 63 % der installierten Kraftwerksleistung. Trotz dieser Maßnahmen konnte eine Leistung von 170 MW bereitgestellt werden, was etwa 10 % der im Gebiet der späteren DDR erzeugten elektrischen Energie entsprach.

## Aufbau von überregionalen Hochspannungsleitungen
Kraftwerke werden in der Regel dort gebaut, wo der Energieträger (Brennstoff, Wasserkraft) oder Kühlwasser günstig verfügbar ist. Mit der Elektroenergie ist es möglich, weiter entfernte Verbraucher durch Stromleitungen zu versorgen.

### Leitung nach Piesteritz
Bereits in den Jahren 1915 und 1916 wurde eine erste Fernleitung für den 50-Hz-Strom vom Kraftwerk Zschornewitz zum Stickstoffwerk Piesteritz in Betrieb genommen. Eine parallel verlaufende Fernleitung leitete zeitgleich den 16-2/3-Hz-Strom vom unweit gelegenen Bahnkraftwerk Muldenstein nach Piesteritz. Das Stickstoffwerk Piesteritz sollte während der Seeblockade Deutschlands im Ersten Weltkrieg die Versorgung mit synthetisch hergestellten Stickstoffdünger und Sprengstoffen übernehmen. Aus diesem Grund wurde der elektrische Betrieb im mitteldeutschen Bahnnetz mit dem Kriegsbeginn im Jahre 1914 eingestellt.

### Leitung nach Berlin

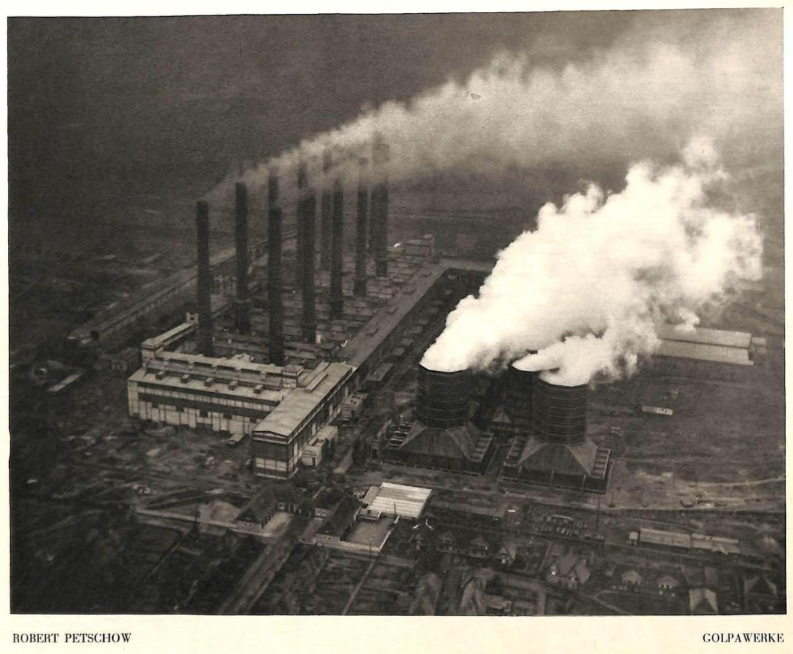
Kraftwerk Zschornewitz 1927

Vom 10. Oktober 1917 bis zum 6. Juli 1918 wurde unter Beteiligung der Siemens-Schuckertwerke eine 110-kV-Hochspannungsfreileitung vom Kraftwerk Zschornewitz nach Berlin errichtet, um das Aluminiumwerk an der Rummelsburger Bucht zu versorgen (Golpa-Leitung). 
Diese Leitung erreichte im Raum Lichtenrade westlich der Dresdener Bahn das spätere Berliner Stadtgebiet (Groß-Berlin). In Höhe des Industriegebietes am (erst 1946 eröffneten) S-Bahnhof Buckower Chaussee schwenkte die Leitung nach Ostnordost ab. Der Trassenverlauf kann heute noch anhand des sogenannten Hochspannungswegs nachvollzogen werden. Die Leitung führte anschließend durch die Königsheide und querte dann die Spree. In Höhe der Rummelsburger Chaussee teilte sich die Leitung auf. Ein Zweig wurde zu einem am Kraftwerk Rummelsburg befindlichen Umspannwerk geführt, um das Aluminiumwerk zu versorgen. Der andere Zweig der Hochspannungsleitung führte nach Norden zu einem weiteren Umspannwerk bei Friedrichsfelde. Diese Leitung wurde bis 1925 nach Westen zum Kraftwerk Moabit verlängert, um einen Netzverbund der Kraftwerke herzustellen.
Das Aluminiumwerk wurde nach Ende des Ersten Weltkriegs aufgegeben. Auf diesem Gelände wurde zwischen 1925 und 1927 das Kraftwerk Klingenberg gebaut.
Die Hochspannungsleitung nach Berlin kam 1948 durch die Abschaltung während der Berliner Blockade in die internationalen Schlagzeilen. Nach der Beendigung der Blockade 1949 wurde die Versorgung des Westteils Berlins nicht wieder in Betrieb genommen, die Stromnetze wurden endgültig getrennt. Die Leitung wurde von Zschornewitz kommend vor der Berliner Stadtgrenze in Richtung Osten abgeschwenkt. Im Westteil Berlins wurde die Hochspannungsleitung von Zschornewitz in den 1950er-Jahren abgebaut.
Mit dem Beginn der Kohleförderung im Tagebau Golpa-Nord im Jahre 1964 war eine Verlegung der Hochspannungsleitungen nach Berlin und Piesteritz notwendig. Die ehemalige Trasse und Fundamentreste der Hochspannungsleitungen sind an einigen Stellen auch heute noch erkennbar.

### Leitung nach Bitterfeld
Eine weitere Fernleitung wurde vom Kraftwerk Zschornewitz zum Aluminiumwerk Bitterfeld gebaut und im Oktober 1918 in Betrieb genommen.

## Modernisierung nach 1945

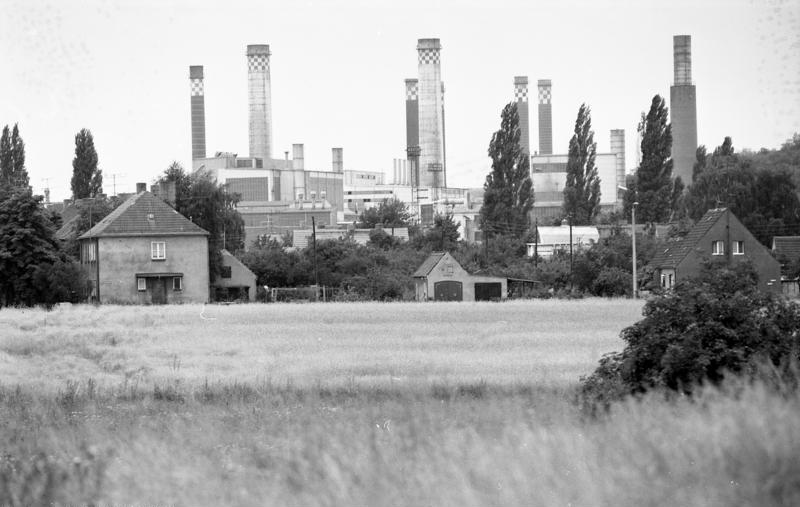
Kraftwerk Zschornewitz 1991, im Vordergrund die Zschornewitzer Elektroschmelze

1952/1953 wurde im Rahmen des Fünfjahresplanes eine Projektarbeit für den Ausbau des Kraftwerkes begonnen. Hierbei sollte eine neue Vorschaltanlage mit vier Dampfkesseln mit Zwischenüberhitzung, zwei Vorschaltturbinen (25 MW Leistung) und zwei Nachschaltturbinen (50 MW Leistung) errichtet werden. 1955 wurde mit dem Projekt begonnen.
1952 wurde im Rahmen einer Generalreparatur einer Turbine die erste Schnellreparaturmethode durchgeführt. Die geplante Reparaturzeit betrug 36 Tage, durch die Schnellreparaturmethode wurde die Reparatur nach 8,5 Tagen beendet.
Januar 1956 war der Baubeginn der zweiten Vorschaltanlage.
Der erste Hochdruckkessel wurde am 5. Dezember 1957 mit einer Dampfleistung von 160 t/h bei 125 atü und 500 °C in Betrieb genommen. Die erste Vorschaltturbine mit 25 MW wurde am 29. Januar 1958 in Probebetrieb genommen. Die zweite Vorschaltturbine nahm ihren Probebetrieb am 23. April 1958 auf. Die Inbetriebnahme des zweiten Hochdruckkessels erfolgte am 29. Mai 1958, womit der Probebetrieb der Vorschaltanlage abgeschlossen war.
Die Montage der 50-MW-Nachschaltturbine wurde im Sommer 1961 begonnen und sie ging am 13. November 1961 in den Dauerbetrieb.
Zwischen 1963 und 1965 wurden die 110-kV-Schalthäuser „Neue Warte“ rekonstruiert.
Ab 1964 wurde das Kraftwerk auch mit Braunkohle aus dem neu erschlossenen Tagebau Golpa-Nord versorgt. Die durch dieses Gebiet führenden Fernleitungen nach Berlin bzw. Piesteritz wurden verlegt.
1970 wurde die Vorschaltanlage mit dem Einbau einer 20-MW-Turbine aus den Chemischen Werken Buna komplettiert. Diese nahm ihren Dauerbetrieb am 31. Oktober 1970 auf.

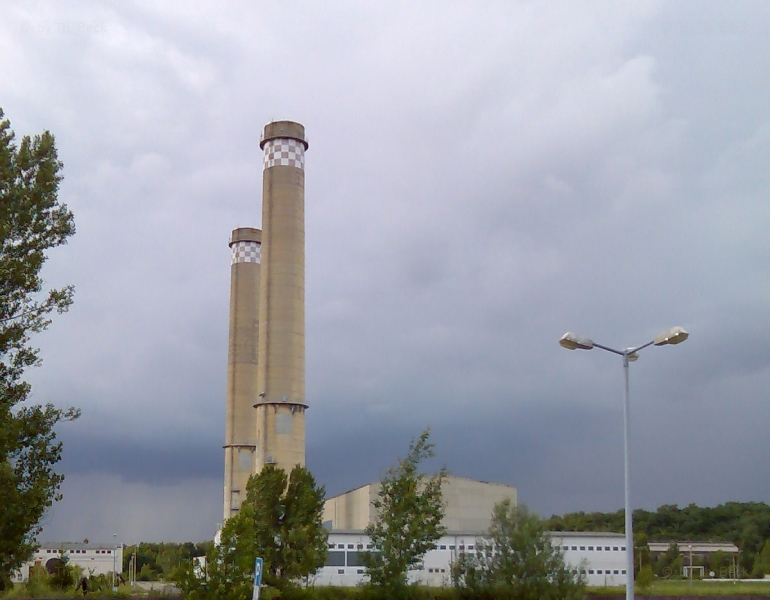
Gasturbinenkraftwerk Zschornewitz (G24) stillgelegt

## Umbau auf Erdgasbetrieb

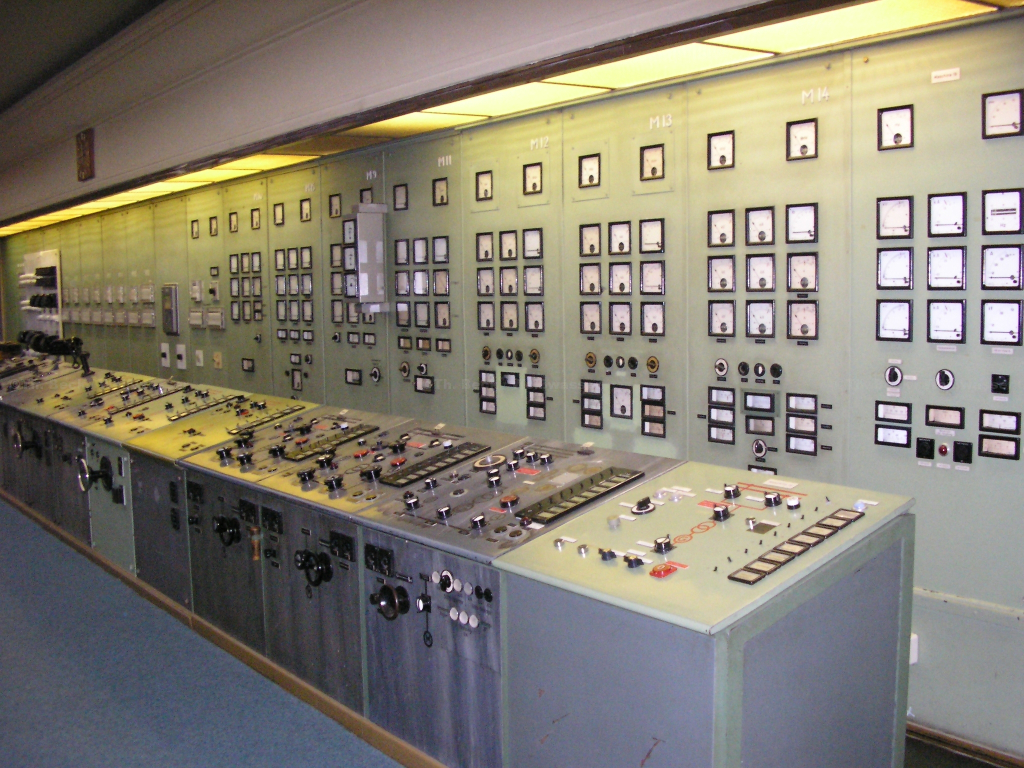
Der Maschinenleitstand

In den Jahren 1970 bis 1973 wurde das Kraftwerk teilweise auf Erdgas umgestellt, hierbei wurden die vier Dampfkessel der Vorschaltanlage umgerüstet.
Das Kraftwerk wurde in den Jahren 1970/1971 um ein Gasturbinenkraftwerk mit vier Gasturbinen erweitert. Es wurde neben den Schaltgebäuden der „Neuen Warte“ errichtet. Die Gasturbinen (MS5000R) baute die Firma Alstom auf. Die Gasturbinen konnten mit Erdgas oder Dieselkraftstoff betrieben werden und erzeugten 17 MW elektrische Leistung. Baubeginn war April 1971, die vierte Turbine wurde am 16. November 1971 in Betrieb genommen.
Die mit Erdgasbrennern ausgerüsteten Dampfkessel der Vorschaltanlage wurden in den Jahren 1976 bis 1980 wieder auf Kohlefeuerung umgerüstet.
1977 bis 1979 wurde ein zweites Gasturbinenkraftwerk gebaut. Die sechs Gasturbinen mit Abhitzekessel (Typ G24) stammen von Bergmann-Borsig. Mit 192 MW Leistung stand das Gasturbinenwerk im März 1979 zur Verfügung. Die Gesamtleistung des Kraftwerkes Zschornewitz hatte sich damit auf 449 MW erhöht.
Im Dampfkraftwerk wurde 1983 eine weitere 25-MW-Turbine in die Vorschaltanlage eingebaut und komplettierte diese.
In den Jahren 1982 bis 1984 wurden die Elektrofilter des Dampfkraftwerkes erneuert.

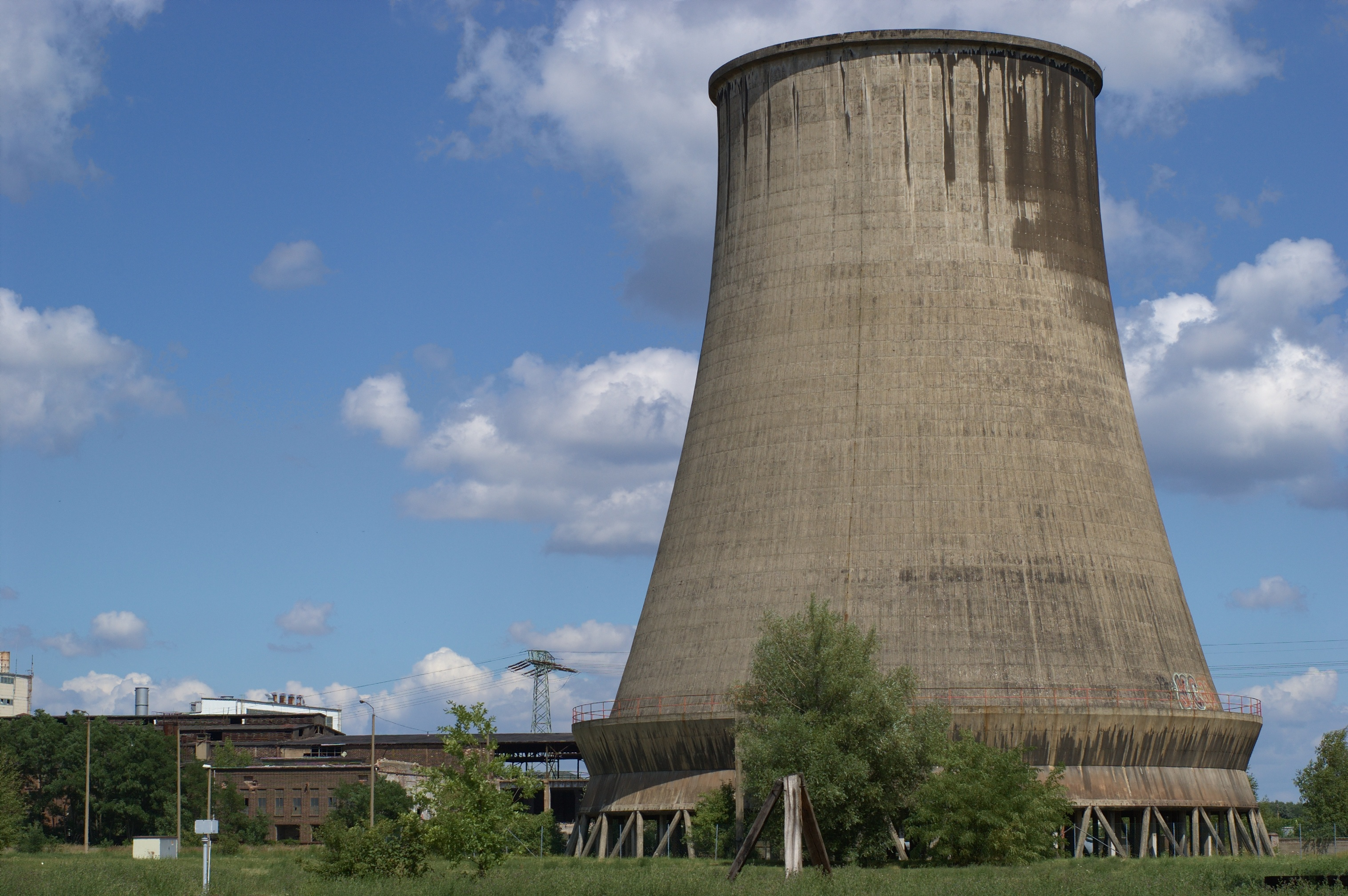
Kühlturm des ehemaligen Dampfkraftwerks 2008

Durch den schlechten Bauzustand der Kühltürme wurde es erforderlich, neue zu errichten. Zwischen 1985 und 1988 erfolgte der Bau von vier Ventilatorkühltürmen.
Ein drittes Gasturbinenkraftwerk wurde 1987 bis 1988 neben dem Gasturbinenwerk 1 („Neue Warte“) gebaut. Hier war wieder die Firma Alstom der Hersteller. Es kamen vier Gasturbinen des Typs MS6000 zum Einsatz, welche eine Leistung von 37 MW hatten. Im November 1987 erfolgte die Netzschaltung der letzten Turbine, und die Gesamtleistung des Kraftwerks Zschornewitz stieg auf 597 MW.

## Stilllegungen
Am 1. Juli 1992 wurde die letzte Turbine des Dampfkraftwerkes für immer außer Betrieb genommen und dieses somit stillgelegt.
Bis 1995 wurde das Dampfkraftwerk dann rückgebaut und ein Teil als Museum hergerichtet. Die Wärmeversorgung für die Orte Zschornewitz und Gräfenhainichen wird mit Hilfe von Gaskesseln sichergestellt. Dieses Heizwerk wurde auf dem Gelände des Kraftwerkes errichtet und übernahm die Versorgung kurz vor der Stilllegung des Dampfkraftwerkes.
Am 31. Dezember 1998 wurden die Gasturbinenkraftwerke 1 bis 3 stillgelegt. Im März 1999 wurde im Gasturbinenkraftwerk 1 („Neue Warte“) eine Gasturbine (Typ MS5000) demontiert und nach Schweden in ein Kraftwerk bei Uppsala gebracht. Die Gasturbine wurde dort wieder aufgebaut und dient seit Oktober 1999 als Notstromversorgung des Kraftwerkes. Die vier Gasturbinen (MS6000) des Gasturbinenkraftwerkes 3 wurden nach Australien verkauft und von Mitarbeitern der damaligen VEAG aufgebaut. So befinden sich heute zwei dieser Gasturbinen in Roma (Queensland), eine in Ipswich (Queensland) und die vierte in Somerton, einem Vorort von Melbourne in Victoria. Der Aufbau der Turbinen in Australien fand in zwei Etappen in den Jahren 1999 bis 2001 statt.
Die beiden Schornsteine des Gasturbinenkraftwerkes G24 wurden am 4. April 2012 gesprengt. Damit verschwand das vorletzte Wahrzeichen des Ortes Zschornewitz. Das letzte, der unter Denkmalschutz stehende Kühlturm, wurde im August 2015 abgerissen.

## Heutige Nutzung
Auf der Konversionsfläche errichteten die LEAG und EP New Energies eine Photovoltaik-Freiflächenanlage mit einer installierten Leistung von 4,5 MW.